# Roman Romanskyy
Roman Romanskyy (Novovolyns'k, 31 luglio 1978) è un attivista, esponente pubblico e operatore umanitario ucraino.

## Biografia
Roman Romanskyy è nato il 31 luglio 1978 a Novovolyns'k, Ucraina. Ha servito nell'Aeronautica Militare dell'Ucraina (1996-1998), raggiungendo il grado di sergente. Dal 2000 ha lavorato in vari settori della produzione e del commercio, gestendo un'attività familiare.

## Attività pubblica, attivismo e lavoro umanitario
Dopo la Rivoluzione della Dignità del 2014, ha partecipato attivamente ad attività di tutela dei diritti umani e volontariato.
- Nel 2015 si è unito al Servizio di Soccorso Ucraino (Servizio Internazionale di Soccorso, POLICE 911 – [International Rescue Service POLICE 911][1], lavorando come consulente nel dipartimento relazioni internazionali dal 2015 al 2017 e diventando membro della Commissione Permanente sulla Sicurezza Ecologica Tecnologica e Situazioni di Emergenza. L'attestazione del suo incarico è confermata con il numero USRB\*001187, che corrisponde anche alle informazioni della precedente identificazione. Ulteriori materiali sono disponibili [Documenti][2].
- Ha ricoperto la carica di Vicecapo dell'ufficio di rappresentanza in italia presso "International Anti-Corruption Assembly" dal 2017 [IACA Italy][3].
- Ha svolto volontariato nel Corpo Italiano di Soccorso dell'ordine di Malta - Gruppo Brescia, Italia, negli anni 2019 e 2021 [Italian Volunteer Work][4]
- Attualmente ricopre la carica di Capo responsabile dell'ufficio di rappresentanza in Italia presso "International Anti-Corruption Assembly" [International Representative Offices][5].

## Riconoscimenti e premi
Riconoscimenti dall'Istituto per gli Studi Avanzati e la Cooperazione (Institute for Advance Studies and Cooperation, IASC), conferiti a Roman Romanskyy al "World Changer Summit" durante la 5ª edizione per l'etica e l'innovazione il 25 novembre 2024 in Vaticano. I certificati riconoscono il suo significativo contributo nella lotta alla corruzione, nell'aiuto umanitario, nelle attività benefiche e nella protezione delle organizzazioni impegnate in attività umanitarie. I certificati sono firmati dal presidente dell'IASC, il sir prof. dr. Gabriele Pao-Pei Andreoli.
- [International Anti-Corruption Assembly Recognition][6]

Inoltre, il signor Roman è stato riconosciuto per i suoi risultati in campo umanitario e attivismo in diverse pubblicazioni e ha ricevuto diversi premi.
- [Tour in Europa][7]

Un evento significativo è stato il premio «Distintivo di Dell'eccellenza», conferito a Roman per i suoi risultati nell'attività anticorruzione e nell'assistenza umanitaria durante una cerimonia a Robbio (PV, Italia).
- [Premi degli eroi][8]
- [Descrizione del Distintivo dell'Eccellenza][9]